# Aucana kaala
Aucana kaala är en spindelart som beskrevs av Huber 2000. Aucana kaala ingår i släktet Aucana och familjen dallerspindlar.
Artens utbredningsområde är Nya Kaledonien. Inga underarter finns listade.